# Sprengisandur (strada)

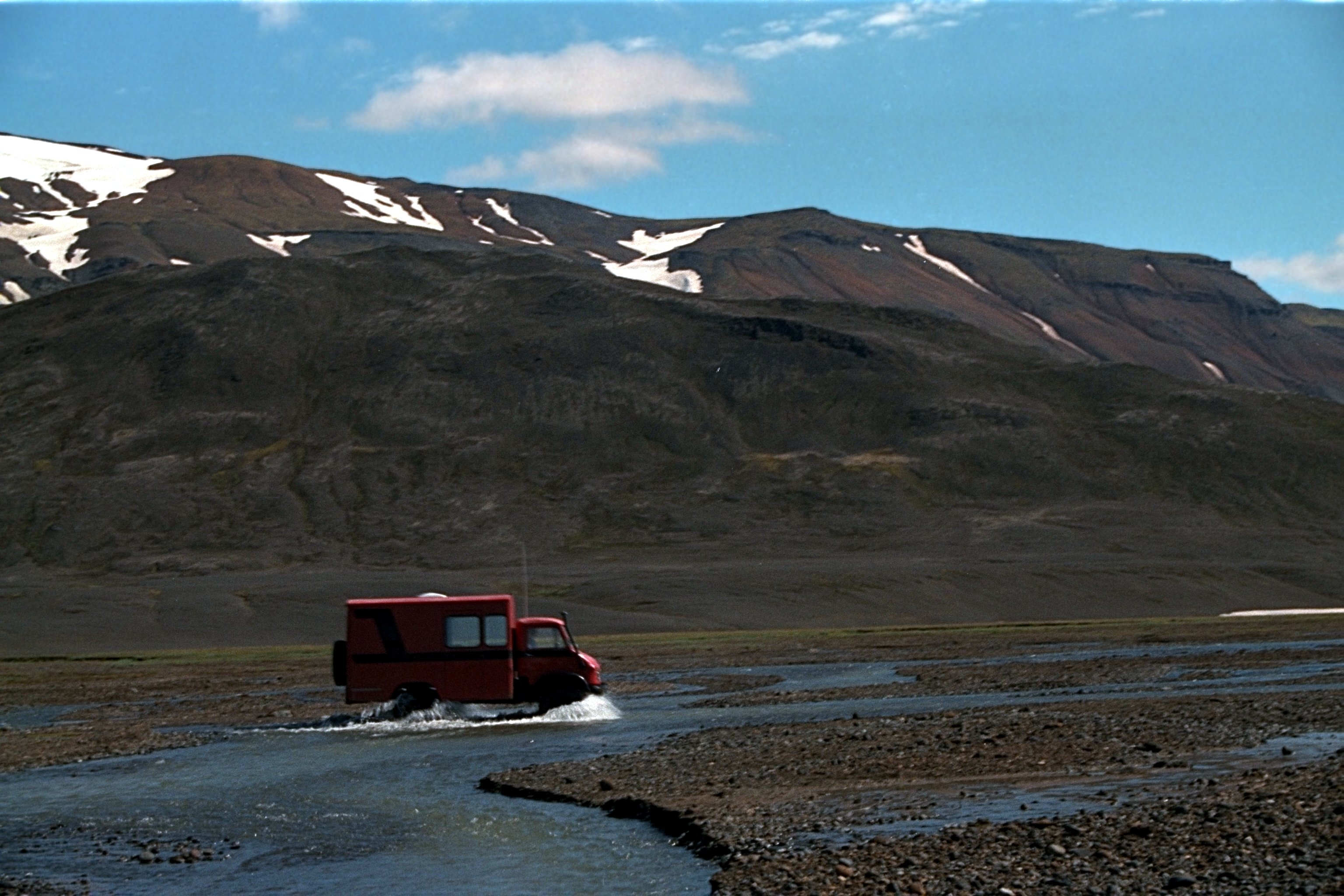
Attraversamento di un mezzo lungo la F26 nell'acqua del vicino ghiacciaio Tungafellsjökull in Nýidalur.

Sprengisandur (F26) è una strada dell'Islanda che collega il vulcano Hekla con la valle del fiume Skjálfandafljót.

## Percorso
La strada è la più lunga degli altopiani islandesi con i suoi 200 km. Ha inizio nei pressi del vulcano Hekla nel sud dell'Islanda, dove un'altra strada conduce alla regione denominata Landmannalaugar. Termina a nord nella valle del fiume Skjálfandafljót, non lontano dal lago Mývatn.
Così come le strade degli altopiani Kjalvegur e Kaldidalur, Sprengisandur costituisce un antico collegamento tra il nord e il sud dell'isola. È conosciuta fin dai tempi dei primi insediamenti umani. Tuttavia, gode di una pessima reputazione, in quanto nella zona che attraversa le condizioni atmosferiche cambiano velocemente (può nevicare anche in estate) ed è presente una forte siccità dovuta alla presenza del deserto lavico.

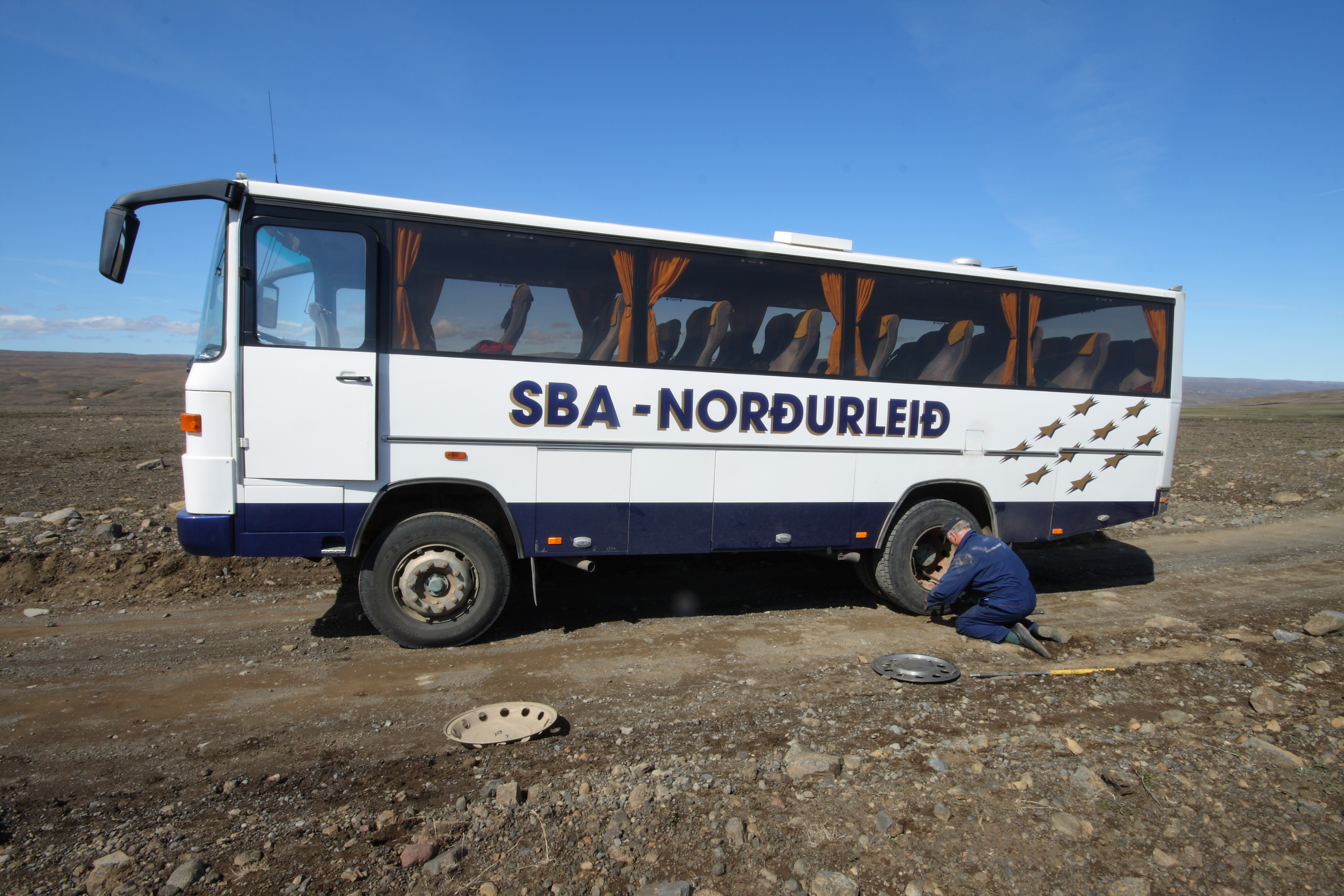
Cambio della ruota su un autobus in transito per la Sprengisandur durante l'estate.

Le origini del nome risalgono al fatto che nel passato i viaggiatori dovevano percorrere il deserto velocemente con i loro cavalli, quasi facendo un balzo rapido ("spring") per fare in modo di giungere prima possibile ad avere nuovamente acqua ed erba fresca per se stessi e per gli animali. Ci sono, inoltre, diverse superstizioni relative a questa strada: alcune storie riguardano fantasmi e criminali, quindi le vecchie piste caddero in disuso per qualche tempo. Questi racconti costituiscono anche la base per una famosa canzone popolare islandese Á Sprengisandi.

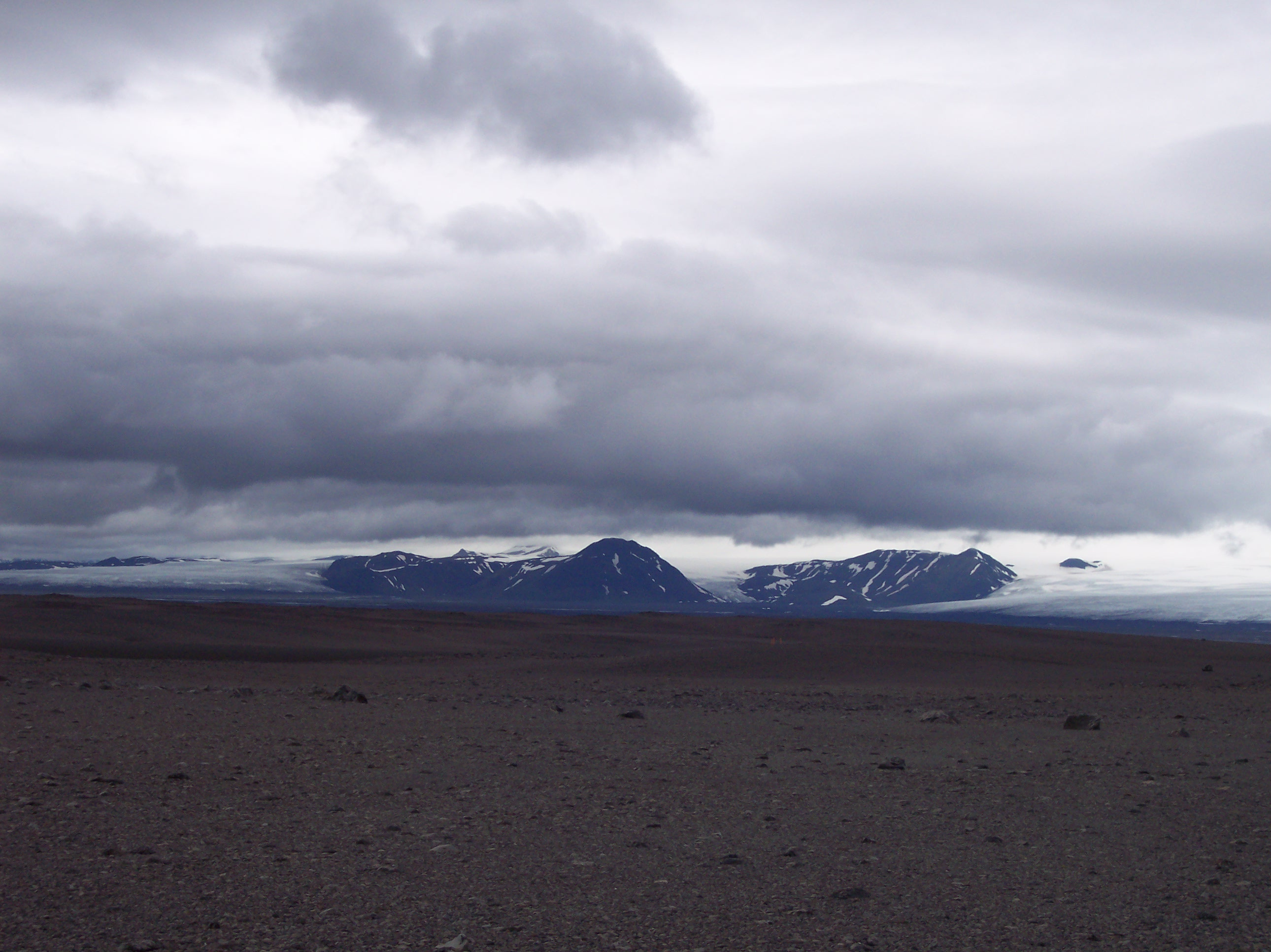
Hofsjökull dal rifugio Nýidalur

A metà strada della pista si trova una piccola oasi con un rifugio, gestito dall'Icelandic Hiking Club, chiamato Nýidalur.
La strada richiede un mezzo 4x4 o 6x6, perché e estremamente impegnativa e il guadi superano i 50 cm di altezza. Inoltre le forti correnti permettono ai mezzi 4x2 di essere travolti.

## Differenza tra 26 e F26
La differenza fra 26 ed F26 è che la prima parte è di asfalto (26) e la seconda è sterrata con guadi di fiumi (F26).